# 11334 Rio de Janeiro
11334 Rio de Janeiro (1996 HM18) là một tiểu hành tinh vành đai chính được phát hiện ngày 18 tháng 4 năm 1996 bởi E. W. Elst ở Đài thiên văn Nam Âu.